# Anthaxia cuneiptera
Anthaxia cuneiptera es una especie de escarabajo del género Anthaxia, familia Buprestidae. Fue descrita científicamente por Bílý en 1999.